# Camille Cornélie Isbert
Pour les articles homonymes, voir Isbert.
Camille Cornélie Isbert, née Paillard le 29 mai 1822 à Paris et morte le 10 janvier 1911 dans la même ville, est une peintre française, spécialisée dans les portraits et miniatures.

## Biographie
Camille Cornélie Paillard est née le 29 mai 1822 à Paris de Louis Pierre Marie Paillard et Marie Joséphine Jeannon.
Elle est l'élève de Henry Scheffer et François Meuret. 
Elle participe à de nombreux salons et expositions d'art. Elle expose tous les ans au Salon de 1844 à 1900. En 1888, elle gagne une médaille à l'Exposition Universelle de Barcelone et en 1893, elle expose au Pavillon de la femme lors de l'Exposition universelle de Chicago.
En parallèle, elle donne des cours d'arts et forme plusieurs élèves. Son art était reconnu à son époque ; le journal Le Figaro va jusqu'à la considérer comme « une des meilleures miniaturistes de ce temps ».
Elle meurt le 10 janvier 1911 à Paris, et ses obsèques ont lieu à l'église Saint-François-de-Sales de Paris.

### Vie privée
Elle épouse Étienne Frédéric Aimé Isbert dont elle aura deux enfants : un fils, Charles Isbert devenu avocat et une fille, Valentine Isbert qui deviendra artiste peintre.

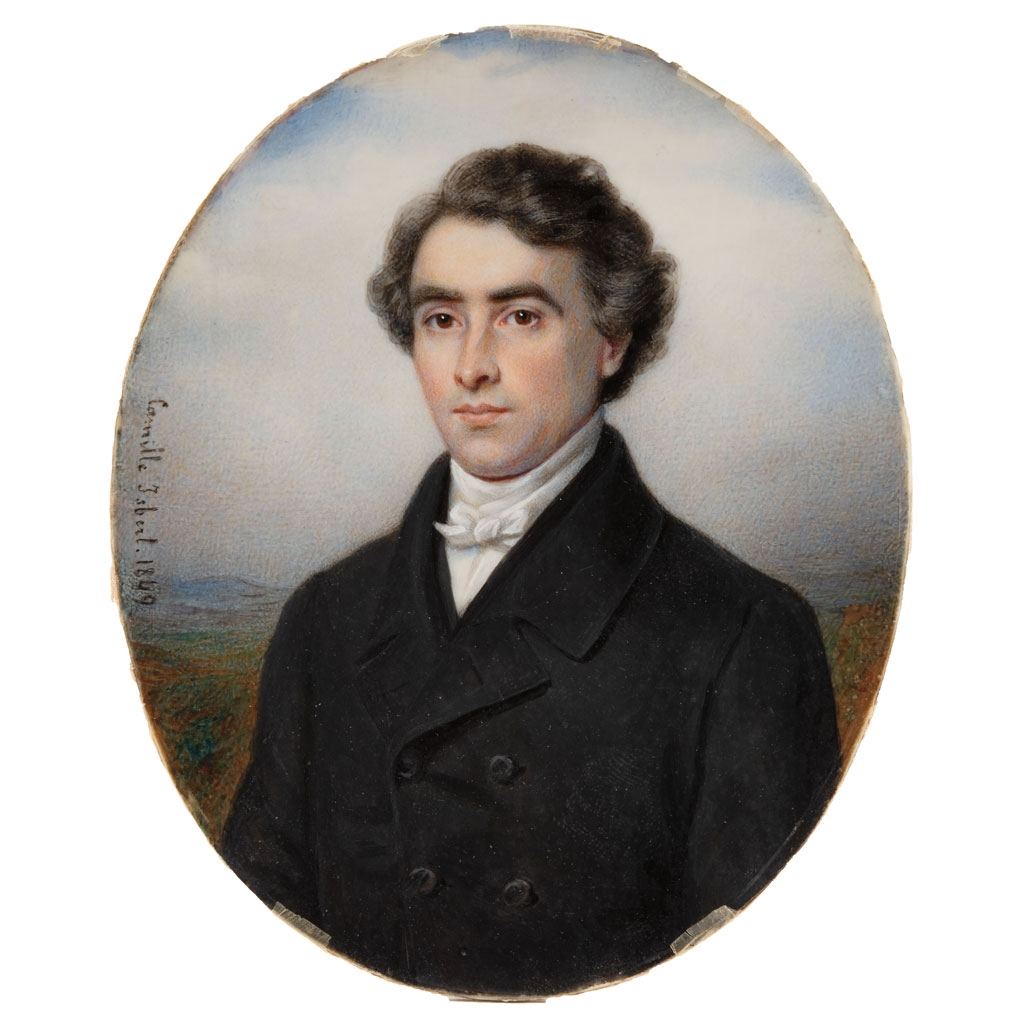
Portrait de Frédéric Isbert (1849)
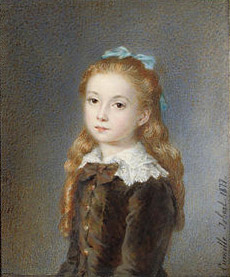
Portrait de Marie Dominique Amélie Madeleine Maza (1877)